# Christinero
Christinero, eller Christines ro (tidligere stavet Kristinero), der ligger 1,2 km sydvest for Christiansfeld, var oprindeligt et ca. 2,5 hektar stort romantisk haveanlæg anlagt sidst i 1700-tallet af kammerherreinde Christina Friederica von Holstein (1741-1812). Anlægget er dog vokset til og fremstår i dag som løvskov. 
Der var oprindeligt lysthuse, to eremithytter med dukker, kapel, kogehus, en savmølle, samt små damme med springvand og kanaler.
I kogehuset blev kaffen og teen tilberedt, i pavillonen kunne man søge læ for vejrliget og kapellet blev formodentlig brugt til andagter.
Christina Friederica von Holstein er begravet i højen foran kapellet i den sydlige ende af området.
Brødremenigheden i Christiansfeld arvede ved hendes død Favrvrågård med Christinero. 
Området blev fredet i 1981.